# Tom
Tom er et skandinavisk drengenavn, som er en kortform af Thomas eller Tommy. Ifølge Danmarks Statistik var der pr. 1. januar 2007 6.930 danskere med navnet Tom.

## Kendte personer med navnet
- Tom Behnke, dansk politiker.
- Tom Belsø, dansk racerkører.
- Tom Bogs, dansk bokser.
- Tom Boonen, belgisk cykelrytter.
- Tom Brady, amerikansk fodbold-spillere.
- Tom Clancy, amerikansk forfatter.
- Tom Cruise, amerikansk skuespiller.
- Tom DeLonge, amerikansk musiker
- Tom Dooley, amerikaner der blev hængt for at myrde sin kæreste.
- Tom Fenchel, dansk marinbiolog og professor.
- Tom Green,  canadisk komiker
- Tom Hanks, amerikansk skuespiller.
- Tom Hardy, engelsk skuespiller.
- Tom Hedegaard, dansk filminstruktør og manuskriptforfatter.
- Tom Holland, britisk skuespiller.
- Tom Hopper, engelsk skuespiller.
- Tom Hiddleston, engelsk skuespiller.
- Tom Jones, walisisk sanger.
- Tom Kristensen, dansk racerkører.
- Tom Kristensen, dansk forfatter.
- Tom Køhlert, dansk fodboldtræner.
- Tom Lehrer, amerikansk humorist, musiker og matematiker.
- Tom Lindby, dansk musikproducer, musiker & komponist.
- Tom Lundén, dansk musiker.
- Tom McEwan, dansk skuespiller med skotske aner.
- Tom Petty, amerikansk musiker.
- Tom Selleck, amerikansk skuespiller.
- Tom Waits, amerikansk musiker.
- Tom Welling, amerikansk skuespiller.
- Tom Wolfe, amerikansk forfatter og journalist.

## Navnet anvendt i fiktion
- Tom & Jerry er en tegnefilmsserie produceret af MGM, som handler om katten Tom og hans forsøg på at fange musen Jerry, som normalt altid mislykkes.
- Tom Sawyer er hovedperson i flere romaner af Mark Twain.
- Tom Barnaby, hovedpersonen i tv-serien Kriminalkommissær Barnaby.
- Tom Bombadil er en figur fra Ringenes Herre af J.R.R. Tolkien.
- Tom Dooley er titlen på en sang om morderen Tom Dooley, indsunget af blandt andet Four Jacks.
- Tom Scavo, er karakter i tv-serien Desperate Housewives.

## Andre anvendelser
- Toms er en dansk konfekturevirksomhed.
- Tom Collins er navnet på en drink.
- Tom (flod) - biflod til Ob
- Tom of Finland